# Cendrillon ou La Pantoufle merveilleuse (film 1912)
Cendrillon ou La Pantoufle merveilleuse (traduzione: Cenerentola o La pantofola meravigliosa) è un cortometraggio muto del 1912 diretto da Georges Méliès. Louise Lagrange già nel 1907 aveva girato un altro Cendrillon ou La Pantoufle merveilleuse, dove era stata diretta da Albert Capellani.
Si tratta del secondo adattamento cinematografico di Méliès, dopo Cendrillon del 1899, della classica favola di Cenerentola

## Trama
Cenerentola (Cendrillon) è una povera ragazza sfruttata dalla matrigna e le sorellastre, che vivono nella loro casa. Un giorno il Principe si presenta a casa, con intenzione di prender moglie, e la matrigna immediatamente gli presenta le sue figlie. Cenerentola sogna di sposarlo, così prega la Fata, che giunge e le fa il dono di un ricco vestito e di una sfarzosa carrozza con cui andare alla festa da ballo nel palazzo del Principe. Cenerentola giunge nel giardino principesco, insieme alle altre dame, ed è preferita dal Principe. Ma all'arrivo della mezzanotte, una statua dentro il cortile del palazzo si anima, è un demonio, che la fa tornare nelle sue condizioni miserevoli. Cenerentola per la vergogna scappa dal palazzo, inseguita dal Principe, perdendo per strada una pantofola.
Tornata a casa, Cenerentola è in totale disperazione; Mèliès con un espediente narrativo, rompe lo specchio della parete, per mostrare cosa succede, nel frattempo, nel palazzo principesco, dove il Principe si affretta a fare ricerche con la scarpetta per ritrovare la sua amata. Il Principe inizia a fare vari tentativi con la scarpetta, alle dame di corte, una brutta, una grassa, una contadina, finché non giunge a casa di Cenerentola. Trovata la sposa della sua vita, il Principe la conduce al palazzo, dove tutti festreggiano danzando nel salone delle cerimonie.

## Produzione
Il film fu prodotto da Charles Pathé.

## Distribuzione
Il film - un cortometraggio di 24 minuti - uscì nelle sale cinematografiche francesi nel 1912, distribuito dalla Pathé Frères che lo fece uscire anche nel Regno Unito il 23 novembre di quello stesso anno con il titolo inglese Cinderella or The Glass Slipper. In Giappone, fu distribuito il 1º febbraio 1913.
Due video del film si trovano negli archivi della Cinémathèque di Tolosa, due in quelli della Cinémathèque française.